# Reginald de Dunstanville
Reginald de Dunstanville, también Reginald fitzRoy, Reginald fitzHenry, Renaud de Dénestanville y Rainald de Donstanville (Dénestanville, c. 1110–Chertsey, 1 de julio de 1175) fue un noble caballero anglonormando, conde de Cornualles y Alto Sheriff de Devon entre 1173 y 1174. Era hijo ilegítimo de Enrique I de Inglaterra y Sybilla Corbet, una hija de Robert Corbet, barón de Alcester en Warwickshire.
Richard Carew y William Hals se refirieron a Reginald como conde de Bristol, e informan que se casó con Agnes (a veces llamada Avicia o Beatriz), nieta de Cadoc de Cornualles (conde de Cornualles en la época de la Conquista normanda de Inglaterra), y que, por derecho propio, fue nombrado conde de Cornualles. Según Carew, William Camden ofreció una versión alternativa, según la cual Enrique I invistió a Reginald como conde de Cornualles, tras arrebatárselo a Guillermo, conde de Mortain, quien se rebeló contra él en 1104; sin embargo, el propio relato de Camden sitúa a Enrique II otorgando el puesto a Reginald, mientras se preparaba para luchar contra Esteban de Inglaterra.
Durante la guerra entre la Emperatriz Matilde y Esteban, Reginald, quien apoyaba a Matilde, controlaba Cornualles. Posteriormente, fue expulsado por las fuerzas de Esteban. Reginald perdió el condado ante Alan de Richmond. En 1141, las fuerzas de Esteban fueron derrotadas y Reginald recuperó el condado de Cornualles por su hermanastra Matilde.

## Herencia
Se conocen tres relaciones:
- Lydia Delaval, una hija de Henrick Delaval (c. 975-?). Sin descendencia conocida.

- Beatrice [Mabilia] fitzWilliam (c. 1114-1162), nieta de Richard Fitz Turold. Fruto de esa relación, nacieron varios hijos:

1. Sarah de Cornualles (c. 1137-1206), esposa de Aimar V de Limoges (c. 1135-1199);
2. Joan de Cornualles (c. 1142-1220), esposa de Ralph de Valletort (c. 1140-1187), barón de Trematon;
3. Denise [Hawise] de Dunstanville (c. 1141-1162). Esposa de Richard de Reviers (c. 1118-1162), segundo conde de Devon, señor de la isla de Wight;
4. William FitzCount (c. 1136-?);
5. Maude [Matilde] de Dunstanville (c. 1143-1207). Esposa de Robert II de Meulan;
6. John de Dunstanville (c. 1122-?);
7. Reginald de Dunstanville (c. 1152-?);
8. Emma de Cornualles (c. 1135-1208). Esposa de Guy IV de Laval (c. 1135-1174);
9. Úrsula de Dunstanville (c. 1145-?). Esposa de Walter de Dunstanville, barón de Castlecomb (c. 1138-1195).

- Beatrice de Vaux, (c. 1149-1217), madre de Henry FitzCount (m. 1222).